# Tome (Nuevo México)
Tome es un lugar designado por el censo ubicado en el condado de Valencia en el estado estadounidense de Nuevo México. En el Censo de 2010 tenía una población de 1867 habitantes y una densidad poblacional de 145,69 personas por km².

## Geografía
Tome se encuentra ubicado en las coordenadas 34°44′23″N 106°43′23″O / 34.73972, -106.72306. Según la Oficina del Censo de los Estados Unidos, Tome tiene una superficie total de 12.82 km², de la cual 12.82 km² corresponden a tierra firme y (0%) 0 km² es agua.

## Demografía
Según el censo de 2010, había 1867 personas residiendo en Tome. La densidad de población era de 145,69 hab./km². De los 1867 habitantes, Tome estaba compuesto por el 76.59% blancos, el 0.59% eran afroamericanos, el 1.77% eran amerindios, el 0.54% eran asiáticos, el 0.11% eran isleños del Pacífico, el 15.53% eran de otras razas y el 4.87% pertenecían a dos o más razas. Del total de la población el 63.95% eran hispanos o latinos de cualquier raza.